# İlham Tanui Özbilen
İlham Tanui Özbilen (nato William Biwott Tanui; Kocholwo, 5 marzo 1990) è un mezzofondista keniota naturalizzato turco.

## Record nazionali

### Seniores
- 800 metri piani: 1'44"00 ( Mersin, 29 giugno 2013)
- 1000 metri piani: 2'15"08 ( Ostrava, 17 giugno 2014)
- 1000 metri piani: 2'15"96 ( Istanbul, 20 febbraio 2014)
- 1500 metri piani: 3'31"30 ( Monaco, 19 luglio 2013)
- 1500 metri piani indoor: 3'34"76 ( Karlsruhe, 12 febbraio 2012)

## Palmarès
| Anno                            | Manifestazione          | Sede                | Evento         | Risultato  | Prestazione | Note                                     |
| ------------------------------- | ----------------------- | ------------------- | -------------- | ---------- | ----------- | ---------------------------------------- |
| In rappresentanza della Turchia |                         |                     |                |            |             |                                          |
| 2012                            | Mondiali indoor         | Istanbul            | 1500 m piani   | Argento    | 3'45"35     |                                          |
| 2012                            | Europei                 | Helsinki            | 1500 m piani   | 6º         | 3'46"85     |                                          |
| 2012                            | Giochi olimpici         | Londra              | 1500 m piani   | 8º         | 3'36"72     |                                          |
| 2013                            | Europei indoor          | Göteborg            | 1500 m piani   | Argento    | 3'37"22     | Miglior prestazione personale stagionale |
| 2013                            | Giochi del Mediterraneo | Mersin              | 800 m piani    | Oro        | 1'44"00     | Record dei Giochi                        |
| 2013                            | Giochi del Mediterraneo | Mersin              | 1500 m piani   | Oro        | 3'35"09     | Miglior prestazione personale stagionale |
| 2013                            | Mondiali                | Mosca               | 1500 m piani   | Semifinale | 3'37"07     |                                          |
| 2014                            | Mondiali indoor         | Sopot               | 1500 m piani   | 4º         | 3'39"10     |                                          |
| 2014                            | Europei                 | Zurigo              | 1500 m piani   | Batteria   | 3'40"09     |                                          |
| 2014                            | Europei                 | Zurigo              | 4×400 m        | Batteria   | 3'07"68     |                                          |
| 2015                            | Europei indoor          | Praga               | 1500 m piani   | Argento    | 3'37"74     | Miglior prestazione personale stagionale |
| 2015                            | Mondiali                | Pechino             | 1500 m piani   | Semifinale | 3'45"70     |                                          |
| 2016                            | Giochi olimpici         | Rio de Janeiro      | 1500 m piani   | Batteria   | 3'49"02     |                                          |
| 2018                            | Giochi del Mediterraneo | Tarragona           | 1500 m piani   | 11º        | 3'48"27     |                                          |
| 2024                            | Europei                 | Roma                | Mezza maratona | 35º        | 1h04'42"    | Miglior prestazione personale stagionale |
| 2025                            | Europei su strada       | Bruxelles e Lovanio | A squadre      | Bronzo     | 6h39'17"    |                                          |

## Campionati nazionali
2023
- Oro ai campionati turchi di mezza maratona - 1h04'21"

## Altre competizioni internazionali
2009
- Oro alla World Athletics Final ( Salonicco), 1500 m piani - 3'35"04
- Argento ai Bislett Games ( Oslo), miglio - 3'49"29
- Oro al Memorial Van Damme ( Bruxelles), staffetta 4x1500 m piani - 14'36"23

2010
- 4º ai Bislett Games ( Oslo), 1 miglio - 3'50"75

2011
- 5º all'ISTAF Berlin ( Berlino), 1500 m piani - 3'32"23

2013
- 4º ai Bislett Games ( Oslo), 1 miglio - 3'52"30
- Oro all'ISTAF Berlin ( Berlino), 1500 m piani - 3'35"58

2014
- 7º ai Bislett Games ( Oslo), 1 miglio - 3'51"71

2015
- Bronzo al DN Galan ( Stoccolma), 1500 m piani - 3'34"40

2024
- 6º alla Milano Marathon ( Milano) - 2h08'59"